# Powerman 5000
Powerman 5000 — американская метал-группа, основанная в 1991 году. Наибольший коммерческий успех пришёл к Powerman 5000 с выходом диска Tonight the Stars Revolt! и в частности синглов "When Worlds Collide" и "Nobody's Real". Фронтмен группы – Spider One (настоящее имя: Майкл Каммингс; англ. Michael Cummings).

## История группы
История группы начинается в Бостоне, штат Массачусетс, США. Там, на небольших лейблах, группа записала несколько альбомов. Ими стали «True Force» и «The Blood Splat Rating System». Непривычный подход к работе и быстро растущее количество поклонников группы обеспечили им быстрый восход к вершинам Бостонской рок-сцены. Много крупных звукозаписывающих компаний хотели подписать с группой контракт.
1997 год стал для группы важным моментом в их истории: они подписывают контракт со звукозаписывающей компанией под названием «DreamWorks Records», переезжают в Лос-Анджелес, штат Калифорния, США и записывают новый альбом «Mega!! Kung Fu Radio». Годовой тур с такими группами как Marilyn Manson и Korn, а также фестиваль Ozzfest приносят им национальную известность и увеличивающееся количество поклонников. Их очередной альбом «Tonight The Stars Revolt!» включающий такие хиты как «When Worlds Collide» и «Nobody’s Real» ,выпущенный в 1999 году был признан платиновым.
. «„Tonight The Stars Revolt!“ изменил всё» — говорит Спайдер — «Неожиданно мы из маленькой, мало кому известной группы превратились в коллектив, который показывают по MTV и песни которого крутят по всей Америке.»
«Anyone For Doomsday?» – третий альбом группы под покровительством «DreamWorks Records» был записан в 2001 году, но его релиз был отложен на несколько недель. «Мне казалось, что альбом выглядел не завершенным» — говорит Спайдер, комментируя своё решение о задержке презентации альбома. Когда пыль осела, Powerman выпускают новый альбом «Transform» в 2003 году. «Transform» отличался от других альбомов группы тем, что в нём почти не присутствовали привычные для группы электрические элементы, а записан он был больше в стиле альтернативный рок. Альбом вернул Powerman 5000 в мировые чарты, ставя группу на 27 место в Billboard 200. А песня «Free» вошла в «Top 10 Rock Hit».

## Состав группы
- Spider One — вокал, автор песен (1991—н. в.)
- DJ Rattan — ударные, перкуссия (2013—н. в.)
- Murv3 — бас-гитара (2015—н. в.)
- Тай Оливер — гитара (2015—н. в.)
- Тэйлор Хэйкрафт — ритм-гитара (2019—н. в.)

## Дискография

### Студийные альбомы
- 1993 — Powerman 5000
- 1994 — True Force
- 1995 — The Blood-Splat Rating System
- 1997 — Mega!! Kung Fu Radio
- 1999 — Tonight the Stars Revolt!
- 2001 — Anyone for Doomsday?
- 2003 — Transform
- 2006 — Destroy What You Enjoy
- 2009 — Somewhere on the Other Side of Nowhere
- 2011 — Copies, Clones & Replicants
- 2014 — Builders of the Future
- 2017 — New Wave
- 2020 — The Noble Rot
- 2024 — Abandon Ship

### Синглы
- 1997 — «Tokyo Vigilante #1»
- 1998 — «Organizized»
- 1999 — «When Worlds Collide»
- 1999 — «Nobody’s Real»
- 2000 — «Supernova Goes Pop»
- 2000 — «Ultra Mega»
- 2001 — «Bombshell»
- 2001 — «Relax»
- 2003 — «Free»
- 2003 — «Action»
- 2006 — «Wild World»
- 2009 — «Super Villain»
- 2009 — «V Is For Vampire»
- 2010 — «Show Me What You’ve Got»
- 2010 — «Time Bomb»
- 2014 — «How to be a Human»
- 2017 — «Sid Vicious In a Dress»
- 2017 — «Cult Leader»
- 2018 — «Footsteps and Voices»
- 2020 — «Black Lipstick»
- 2020 — «Brave New World»
- 2020 — «When Worlds Collide (Re-Recorded)»
- 2024 — «1999»
- 2024 — «Dancing Like We're Dead»

### Powerman 5000 в видеоиграх
- Tony Hawk’s Pro Skater 2 (2000) — «When Worlds Collide»
- Gran Turismo 3: A-Spec (2001) — «Supernova Goes Pop»
- Frequency (2001) — «Danger Is Go!»
- NHL Hitz 2003 (2002) — «Bombshell»
- NASCAR Thunder 2004 (2003) — «Action»
- WWE SmackDown! vs. Raw (2004) — «Riot Time», «That’s The Way It Is», «Last Night On Earth», «When Worlds Collide»
- MX vs. ATV Unleashed (2005) - "Heroes & Villains"
- WWE WrestleMania 21 (2005) — «Last Night on Earth», «Riot Time»
- Shadow the Hedgehog (2005) — «Almost Dead»
- SCORE International Baja 1000 (2008)  — «Bombshell»
- Tony Hawk's Pro Skater 1 + 2 (2020) — «When Worlds Collide»

### Powerman 5000 в фильмах
- «Невеста Чаки» (1998) — «Son Of X-51»
- «Мертвец в колледже» (1998) — «Organizized»
- «Конец света» (1999) — «Nobody’s Real»
- «Универсальный солдат 2: Возвращение» (1999) — «Supernova Goes Pop»
- «Дракула 2000» (2000) — «Ultra Mega»
- «Никки, дьявол-младший» (2000) — «When Worlds Collide»
- «Крик 3» (2000) — «Get On, Get Off»
- «Титан: После гибели Земли» (2000) — «The End Is Over»
- «Эволюция» (2001) — «Bombshell»
- «Образцовый самец» (2001) — «Relax»
- «Блэйд 2» (2002) — «Tonight! The Stars Revolt»
- «Фредди против Джейсона» (2003) — «Bombshell»
- «Соблазн» (2004) — «Good Times Roll»
- «Один в темноте» (2005) — «The End Of Everything»
- «Возвращение живых мертвецов 5: Рэйв из могилы» (2005) — «Where We Belong Tonight»
- «Ужасающий 2» (2022) — «Black Lipstick»